# Ronald Guternbach
Ronald Alfred Guternbach (Lubecca, 21 agosto 1194 – Londra, 22 dicembre 1268) è stato un politico, scrittore, viaggiatore e commerciante tedesco, considerato uno dei più influenti mercanti del XIII secolo.
Il suo saggio Die Politik fu successivamente ripreso dagli scrittori del Manifesto di Ventotene come modello ispiratore di una nuova apertura delle frontiere in Europa.

## Biografia
Ronald Guternbach nacque il 21 agosto 1194 a Lubecca, in una famiglia di secondaria importanza all'interno dell'élite sociale tedesca che, negli ultimi due secoli, aveva raggiunto una certa agiatezza economica. Il nonno paterno era infatti un piccolo mercante che, con l'inizio del libero scambio nell'Europa settentrionale, si era arricchito riuscendo a procurare un dignitoso decoro alla numerosa famiglia.
Seguì l'iter educativo tipico dell'epoca, che si basava sulla formazione linguistica (latino, francese) scientifica (matematica, geometria) e umanistica (storia, filologia, grammatica). Negli anni successivi, grazie alla sua abilità politica, riuscì a fondare la prima Accademia Militare tedesca, sita in Amburgo, che aveva lo scopo di formare nuovi strateghi per il Sacro Romano Impero. Inizialmente aperta solo alle classi sociali più abbienti, presto incluse anche le classi proletarie. Inoltre, ha istituito un centro di studio e di ricerca a Rostock per attirare giovani cervelli da tutta Europa. Successivamente, tale centro venne convertito in università da papa Martino V.
Nel 1226 l'imperatore Federico II dichiara Lubecca città libera. Lo status di città libera fu inizialmente concesso solo ad alcune municipalità in grado di gestire i propri commerci autonomamente, per conferire loro ancor più potere di contrattazione ed aumentare la loro capacità di regolazione del traffico marittimo. Ronald, insieme ad altri influenti commercianti della città, ebbe un ruolo fondamentale per l'ottenimento di tale status, concesso dall'imperatore per paura che la nuova borghesia di stampo commerciale potesse ribellarsi contro i pesanti oneri fiscali dell'Impero. Questo modello di decentramento amministrativo e politico fu probabilmente il primo esempio di federalismo, che nei secoli successivi raggiunse aree di competenza anche giudiziarie.
Nel 1241, Lubecca e Amburgo (anch'essa città libera) stringono un'alleanza economica e politica che consente loro di aprire nuove rotte commerciali. Sulla scia dell'accresciuta influenza di queste due città, Enrico III d'Inghilterra incontra Guternbach, ormai dominatore incontrastato dei commerci nel Mare del Nord, per concedergli un convoglio navale con lo scopo di avviare una rotta anglo-tedesca di commercio. Amburgo apportò la sua rotta esclusiva con Luneburg, città produttrice di sale. Questo consentì di rendere Lubecca-Amburgo monopolizzatori del mercato di pesce sotto sale (uno dei cibi più consumati all'epoca) tramite il mercato di Scania. Colonia si unì all'alleanza nel 1282, creando la sfera commerciale più importante del Nord Europa. Questo fu il primo passo per la creazione della futura Lega Anseatica.
Il 1255 rappresentò un anno importante per Guternbach. Conobbe Niccolò Polo (padre di Marco Polo) a Costantinopoli, dove si era recato per affari commerciali. Guternbach voleva estendere i suoi domini anche in Asia, da cui iniziavano a provenire alcune merci pregiate ed allora sconosciute. Il giovane Niccolò invece, mirava al nascente commercio del Mare del Nord per assicurarsi molti prodotti tipici del Nord Europa da importare a sud. Egli però riuscì a capire le intenzioni di Guternbach verso l'Asia e quindi propose di recarvici insieme. Guternbach accettò l'iniziale proposta ma questo viaggio in comune non si fece mai: a causa dei suoi problemi di salute dovuti all'età avanzata egli delegò a Niccolò il compito di recarsi in Cina (che egli svolse col fratello) in cambio del finanziamento della spedizione. Tuttavia Guternbach, mentre si trovava a Londra (città in cui si trascorse i suoi ultimi anni) ebbe un incontro con Enrico III sulla possibilità di commerciare ad oriente. Dopo questa discussione, Guternbach avrebbe scritto una lettera a Niccolò suggerendogli la possibilità di recarsi in Cina andando verso ovest. L'autenticità di tale lettera non è mai stata confermata, anche se firmata da Ronald e custodita al London Metropolitan Archives.